# Formica sanguinea
Formica sanguinea é uma espécie de formiga do gênero Formica, pertencente à subfamília Formicinae.